# Seppuku

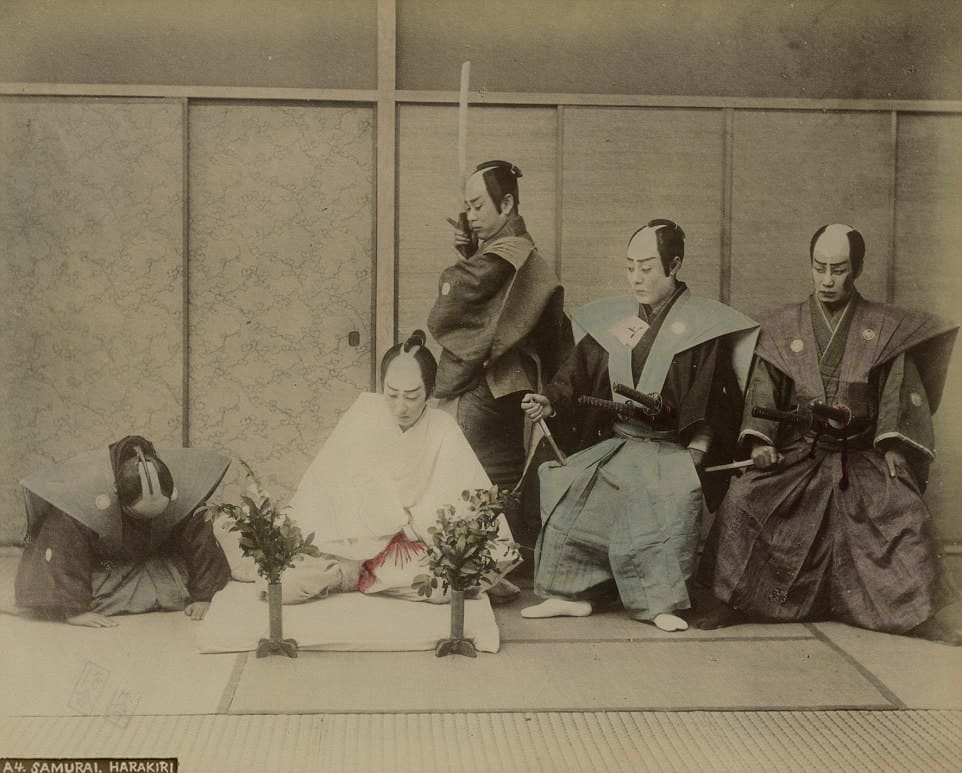
Seppuku với y phục nghi lễ và Kaishakunin.

Seppuku (tiếng Nhật: 切腹, Hán Việt: thiết phúc, có nghĩa là "mổ bụng") hay harakiri (tiếng Nhật: 腹切り) là một nghi thức tự sát thời xưa của người Nhật. Theo nghi thức này, một samurai sẽ tự mổ bụng tuẫn tiết khi bị thất trận, hoặc khi chủ bị chết để tránh bị rơi vào tay quân thù và bị làm nhục. Nó cũng có thể là một hình thức tử hình đối với các samurai đã phạm tội nghiêm trọng, hoặc họ quyết định tự thực hiện vì ân hận đã phạm tội nghiêm trọng làm bản thân phải xấu hổ. Việc tự mổ bụng khi chủ bị chết tiếng Nhật gọi là oibara (追腹 hay 追い腹) hay junshi (殉死) (tuẫn tử). Việc tự mổ bụng được tiến hành trong phòng với trình tự nghi lễ trang trọng, và đây cũng được cho là coup de grâce của Nhật Bản.
Nghi lễ mổ bụng, thường là một phần của một nghi lễ phức tạp hơn và được thực hiện trước khán giả, bao gồm một lưỡi kiếm ngắn, theo truyền thống là một thanh đoản đao tantō, được đâm vào bụng và đưa lưỡi dao từ trái sang phải, cắt và mở tung bụng ra. Nếu vết cắt đủ sâu, nó có thể cắt đứt động mạch chủ, gây mất máu ồ ạt bên trong bụng, dẫn đến tử vong nhanh chóng do xuất huyết.

## Tổng quan
Seppuku là một phần chính của võ sĩ đạo (bushido) - luật của các samurai; tự mổ bụng là cách các chiến binh tránh bị rơi vào tay quân thù và để giảm sỉ nhục. Samurai còn có thể được các lãnh chúa đại danh (daimyo) ra lệnh phải tự mổ bụng. Sau này, các samurai bị ô nhục được phép tự mổ bụng thay vì bị hành quyết theo cách thông thường. Do mục đích chính của nghi lễ này là bảo vệ danh dự của samurai, những ai không thuộc về giới samurai sẽ không bao giờ thực hiện hay bị ra lệnh thực hiện nghi lễ này. Những samurai nữ chỉ thực hiện tự mổ bụng với sự cho phép.

## Nghi lễ

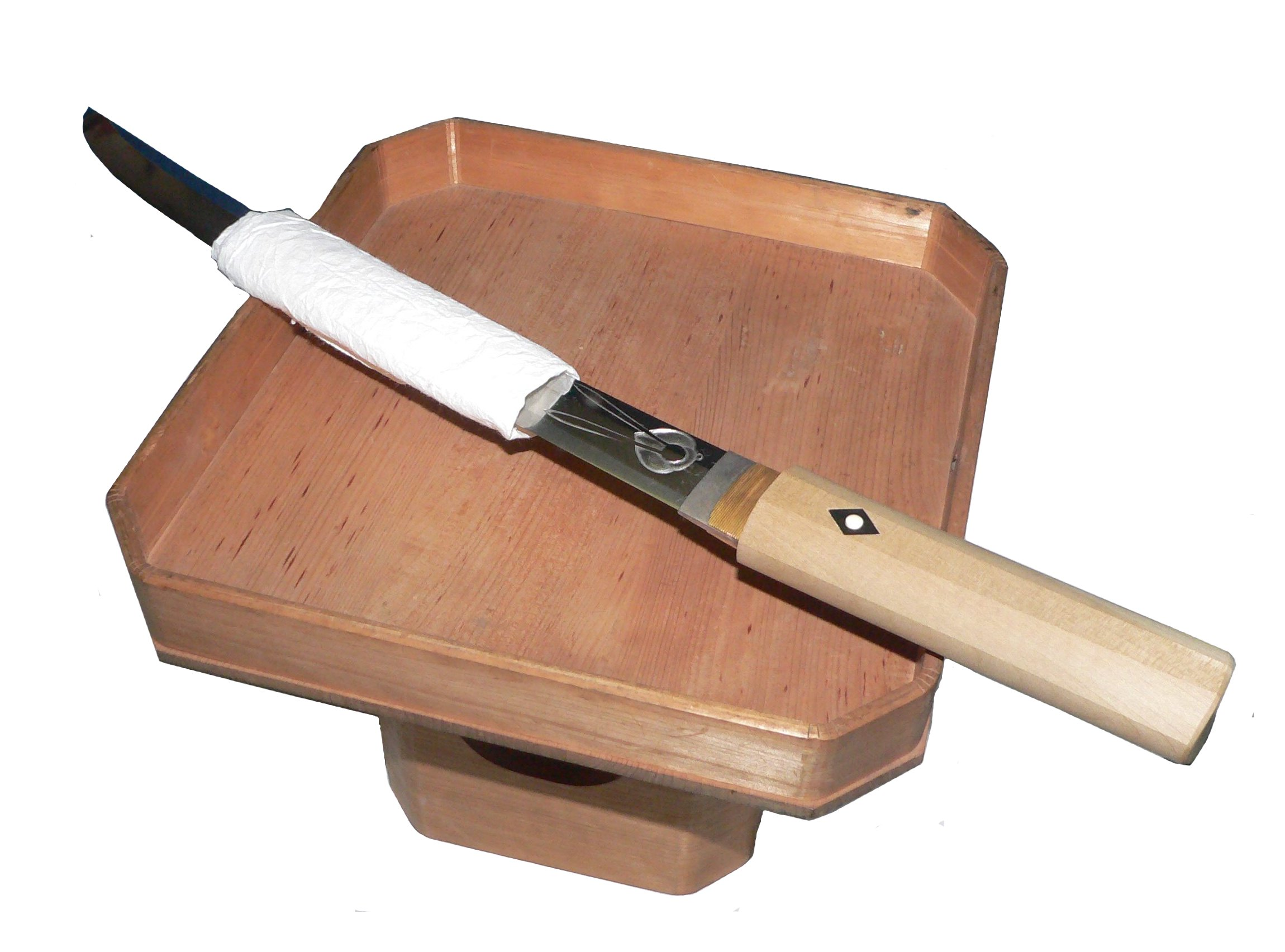
Một đoản đao (短刀 - tantō) được chuẩn bị cho nghi lễ seppuku

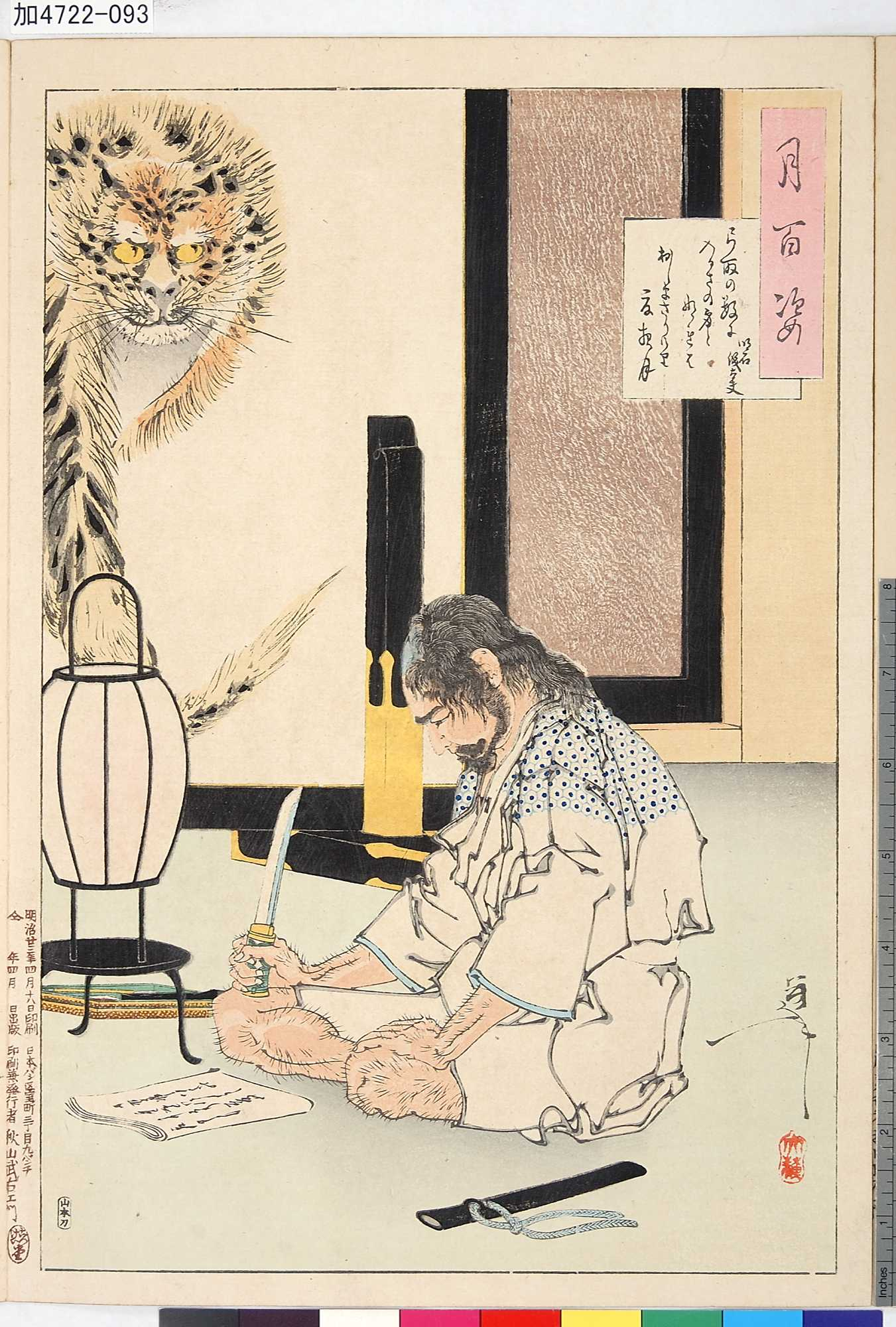
Tướng Akashi Gidayu chuẩn bị tự mổ bụng sau khi thua trận bảo vệ chủ năm 1582. Ông vừa viết xong từ thế cú, có thể thấy ở góc phía trên.

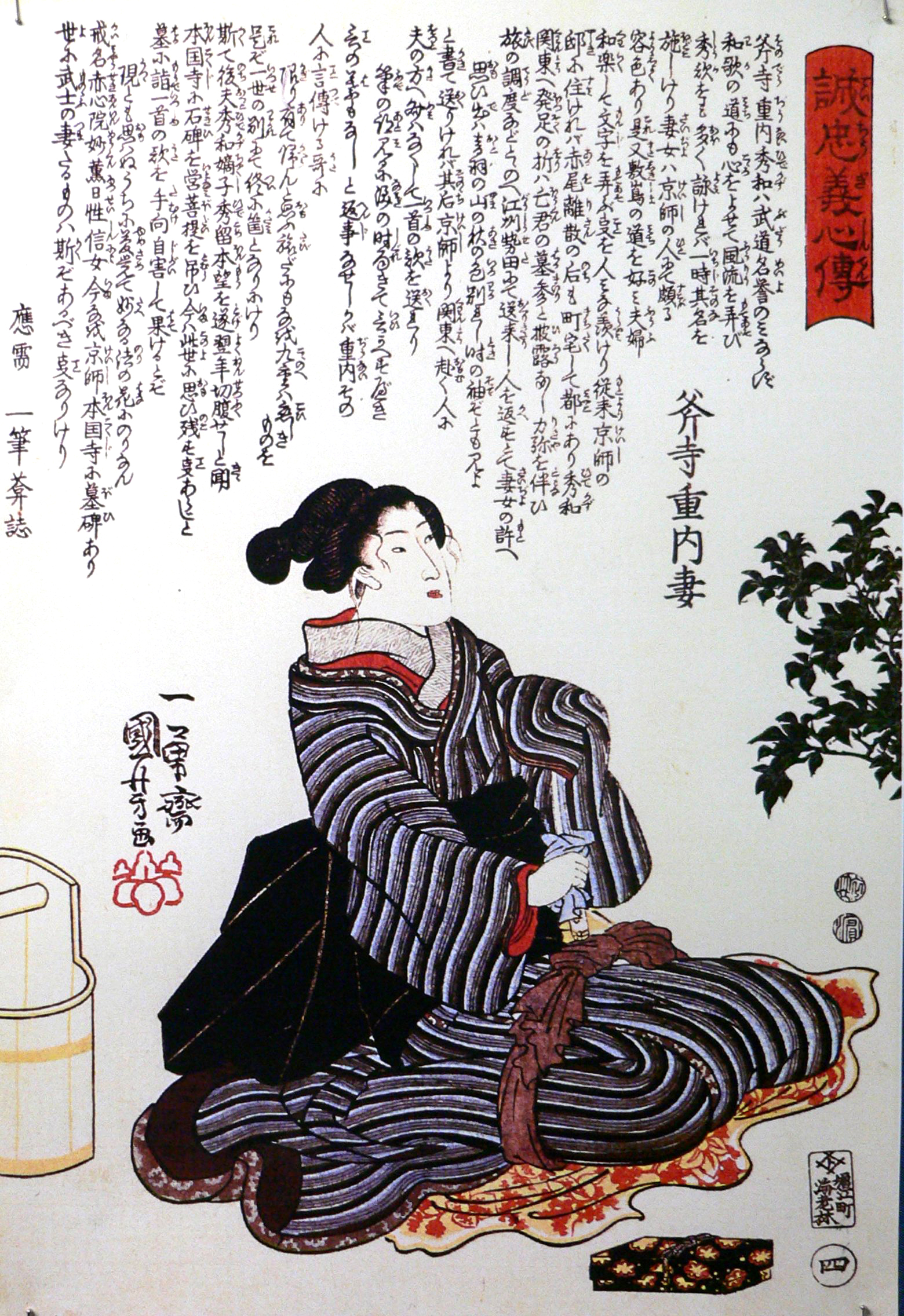
Phụ nữ cũng có lễ seppuku của riêng họ, jigai. Đây là vợ của Onodera Junai, một trong 47 lãng nhân nổi tiếng trong lịch sử, đang chuẩn bị cho lễ tự tử của mình; hãy chú ý, hai chân bà được trói lại, đây là điểm đặc biệt trong seppuku của phụ nữ, thể hiện sự trung thành vĩnh viễn đối với chồng của mình.

Thời đấy, tự mổ bụng được thực hiện theo trình tự nghi thức. Một samurai được tắm rửa, mặc áo dài trắng, ăn thức ăn khoái khẩu và khi xong thì dụng cụ thực hiện nghi thức mổ bụng được đặt trên một cái đĩa của ông. Ông ăn mặc theo lễ nghi với cây kiếm đặt trước mặt và thường ngồi trên những tấm vải đặc biệt, người samurai này sẽ chuẩn bị cho cái chết của mình bằng cách viết một bài thơ từ thế cú. Với một người kaishakunin (người sẽ chém đầu người samurai đã mổ bụng sau khi ông đã thực hiện xong nghi lễ sepukku) đứng cạnh bên, ông sẽ cởi áo kimono, lấy thanh kiếm ngắn wakizashi hay con dao (tantō) và đâm vào bụng, cắt theo một đường từ trái sang phải. Người kaishakunin sẽ thực hiện daki-kubi, đó là một nhát chém gần như đứt hẳn đầu của người Samurai (Vẫn còn 1 dải thịt mỏng gắn đầu với thân thể). Do đây là một kĩ thuật đòi hỏi sự chính xác cao, nên người làm việc này thường là 1 kiếm sĩ lão luyện. Thường 1 nhát chém hoàn hảo theo đúng nghi thức sẽ được thực hiện ngay sau khi thanh dao vừa ngập vào ổ bụng của người Samurai.
Sau khi nghi lễ phức tạp này ngừng lại thì seppuku trở thành bài thực hành trong chiến tranh hoặc một hình phạt của luật pháp (Xem phần dưới).
Người làm công việc chém đầu Samurai không phải luôn luôn nhưng thường là một người bạn. Nếu một người samurai bại trận được một ai đó tôn sùng, người đó sẽ tình nguyện trở thành Kaishakunin cho người Samurai với mong muốn được thể hiện niềm kính trọng của mình. Seppuku lần đầu tiên được thực hiện bởi Minamoto no Yorisama vào năm 1180.
Trong cuốn Hagakure, Yamamoto Tsunetomo đã viết:
| “                    | Một thời gian dài trong lịch sử, việc 1 Samurai được yêu cầu trở thành kaishaku là một điềm báo không tốt đẹp. Nguyên nhân là họ chẳng có được một sự kính trọng nào từ việc này. Còn nếu như chẳng may có 1 lỗi nào đó trong việc này thì hậu quả sẽ là sự thất sủng của chủ tướng. Trong thực tế, khi cái đầu rơi xuống, sẽ tốt nhất khi để lại một chút da thịt mỏng sao cho cái đầu vẫn nằm trên cổ. Tuy nhiên, hiện tại, thường nó sẽ được cắt lìa hẳn. | ” |
| — Yamamoto Tsunetomo | |   |

Một số Samurai lựa chọn cách chết đau đớn hơn trong nghi lễ này gọi là jūmonji-giri (十文字切り, nghĩa là "Cắt hình chữ thập"), khi đó, trong nghi lễ sẽ không có Kaishakunin để kết thúc nhanh chóng nỗi đau của người Samurai. Trong cách tự tử này, sau vết cắt đầu tiên, Samurai sẽ cắt vết thứ 2, đau đớn hơn nhiều, cắt dọc theo dạ dày. Một Samurai chấp nhận trở thành jumonji-giri sẽ phải chịu đựng một cái chết trong sự yên lặng bằng việc bị mất máu dần dần, đôi bàn tay ông ta sẽ che lấy khuôn mặt và ra đi một cách từ từ.

## Hình phạt seppuku
Trong khi seppuku tự nguyện được nhiều người biết đến và ngưỡng mộ như một hành động của danh dự, nhưng thực tế, dạng seppuku phổ biến nhất là Seppuku cưỡng bức, sử dụng như một hình phạt luật pháp dành cho những Samurai bị ô nhục, đặc biệt là đối với những ai đã gây ra những vụ việc nghiêm trọng như giết người vô cớ, trộm cắp, tham nhũng, hoặc mưu phản. Người Samurai sẽ gần như bị buộc tội và sẽ phải thực hiện seppuku như 1 hình phạt, thường anh sẽ phải làm việc này vào lúc bình minh hoặc hoàng hôn. Nếu người bị kết tội không thực hiện hình phạt, thì cuộc hành quyết sẽ được thực hiện bằng hình thức chém đầu là chuyện không phải chưa từng xảy ra. Khi đó, thanh wakizashi sẽ được thay bằng 1 chiếc quạt. Một cuộc hành quyết như vậy vẫn mang hình thức là một cuộc seppuku. Không giống như seppuku tự nguyện, gia đình của Samurai phải thực hiện seppuku như một bản án sẽ phải chịu sự liên lụy. Tùy thuộc vào mức độ nghiêm trọng của vụ việc mà một nửa hoặc toàn bộ gia sản sẽ bị tịch thu, gia đình người đó sẽ rơi vào tình trạng kiệt quệ.

## Seppuku thời hiện đại
Seppuku được thực hiện như 1 hình phạt luật pháp đã được bãi bỏ từ năm 1873, ngay sau cuộc Minh Trị Duy tân, nhưng seppuku tự nguyện thì chưa chấm dứt hẳn. Vẫn còn rất nhiều người sau đó được biết đến là đã thực hiện seppuku. Chẳng hạn như Saigō Takamori - "người samurai chân chính cuối cùng" - đã thực hiện seppuku sau khi thất bại trong cuộc chiến tranh Tây Nam, hay Đại tướng Lục quân Maresuke Nogi và vợ sau khi Thiên hoàng Minh Trị qua đời vào 1912; và của rất nhiều quân nhân và thường dân đã lựa chọn được chết để không phải đầu hàng vào cuối Chiến tranh thế giới thứ hai.
Vào năm 1970, nhà văn nổi tiếng Yukio Mishima cùng một người học trò đã thực hiện seppuku công khai tại tổng hành dinh của Lực lượng phòng vệ Nhật Bản sau 1 nỗ lực bất thành trong việc xúi giục lực lượng vũ trang tổ chức đảo chính. Mishima đã thực hiện seppuku ngay trong văn phòng của tướng Kanetoshi Mashita. Kaishakunin của ông, một thanh niên 25 tuổi tên là Masakatsu Morita, đã cố gắng chặt đầu ông theo như nghi thức nhưng không thành. Cuối cùng, người làm công việc này là Hiroyasu Koga. Morita sau đó đã cố gắng thực hiện seppuku cho anh. Mặc dù vết cắt của anh chưa đủ sâu để có thể lập tức lấy mạng, nhưng cuối cùng anh vẫn được Koga chặt đầu.
Năm 1999, Masaharu Nonaka, Một công nhân 58 tuổi của công ty Bridgestone Japan, đã cắt ngang bụng ông bằng con dao sashimi (dao làm bếp) để phản đối quyết định buộc ông phải nghỉ việc của ban lãnh đạo. Ông đã chết sau đó tại bệnh viện. Vụ tự tử này, đã trở nên nổi tiếng và được biết đến dưới cái tên 'risutora seppuku', là hậu quả của thời kì khó khăn theo sau sự sụp đổ của một nền kinh tế bong bóng ở Nhật Bản.

## Những người nổi tiếng đã từng thực hiện seppuku
- Saigō Takamori
- Minamoto no Yorimasa
- Minamoto no Yoshitsune
- Azai Nagamasa
- Oda Nobunaga
- Shibata Katsuie
- Yamanami Keisuke
- Hojo Ujimasa
- Sen no Rikyu
- Maresuke Nogi
- Anami Korechika
- Yukio Mishima
- Toyotomi Hideyori
- Ōishi Yoshio
- Bốn mươi bảy Ronin
- Nagumo Chuichi
- Kuribayashi Tadamichi (không rõ)